# Bezzia ussurica
Bezzia ussurica är en tvåvingeart som beskrevs av Glukhova 1979. Bezzia ussurica ingår i släktet Bezzia och familjen svidknott. Inga underarter finns listade i Catalogue of Life.